# Demetrio Calcocondilas
Demetrio Calcocondilas (en griego Δημήτριος Χαλκοκονδύλης Demetrios Chalkokondyles, latinizado como Demetrius Chalcocondyles), Chalkokondyles o Calcocondilo (Atenas, agosto de 1423 – Milán, 9 de enero de 1511) fue un escritor, profesor y gramático griego. Contribuyó al Renacimiento de la literatura griega en Italia. Fue el autor de Erotemata (1493), una celebrada gramática griega, y produjo las primeras ediciones impresas de las obras de Homero (1488) y de Isócrates (1493).

## Biografía
Demetrios Chalkokondyles nació en la Atenas post-bizantina en 1423, en el seno de una de las familias más antiguas y prestigiosas de la nobleza ateniense. Era hermano del historiador cronista de la caída de Constantinopla, Laónico Calcocondilas. Su padre, Jorge, estuvo políticamente activo bajo el Ducado de Atenas; su pariente María Melissena estaba casada con Antonio I Acciaioli, el duque de Atenas. A la muerte de Antonio I, Jorge Chalkokondyles maniobró políticamente para que María Melissena adquiriera el Ducado de Atenas, lo que lo enfrentó a Nerio II Acciaioli, quien consiguió suceder a Antonio I como duque de Atenas. Jorge tuvo que exiliarse junto con toda su familia al Despotado de Morea, en el Peloponeso. 
Demetrios emigró a Italia en 1447 y llegó a Roma en 1449, donde el cardenal Bessarion se convirtió en su patrón. Estudió con Theodorus Gaza y más tarde obtuvo el patrocinio de Lorenzo de Medici, sirviendo como tutor de sus hijos. Chalkokondyles vivió el resto de su vida en Italia, como profesor de griego y filosofía en diversas cortes y universidades italianas. En 1450, por mediación de Bessarion y de Gaza, pasó a enseñar griego en la Universidad de Perugia. Uno de sus alumnos italianos describió sus clases en Perugia como sigue:

Acaba de llegar un griego, que ha empezado a enseñarme con grandes dificultades, y yo a escuchar sus preceptos con increíble placer, porque es griego, porque es ateniense y porque es Demetrio. Me parece que en él está encarnada toda la sabiduría, la cortesía y la elegancia de aquellos antiguos tan famosos e ilustres. Simplemente viéndolo, te imaginas que estás mirando a Platón; más aún cuando lo escuchas hablar.

Entre sus alumnos se cuentan Janus Lascaris, Poliziano, León X, Baldassare Castiglione, Giglio Gregorio Giraldi, Pico della Mirandola, y Giovanni Maria Cattaneo.
En 1463 Chalkokondyles fue nombrado profesor de griego en la Universidad de Padua. Durante su estancia en Padua, Chalkokondyles compuso varias oraciones y tratados pidiendo la liberación de su patria, Grecia, de lo que él llamaba "el Turco, esos bárbaros abominables, monstruosos e impíos”. En 1463, al incorporarse a Padua, Chalkokondyles había reclamado a Venecia y a "todos los Latinos" que ayudaran a los griegos contra los otomanos, identificando esto como una deuda de los latinos a saldar para con los griegos, pues según él los griegos bizantinos habían acudido en ayuda de Italia contra los godos durante las Guerras góticas (535-554 d. C.):

"Así como ella [Grecia] había empeñado en su favor [de los latinos] todas sus posesiones más preciadas y destacadas, con liberalidad y sin ninguna mezquindad, y había restaurado con su mano y la fuerza de sus armas el estado de Italia, durante mucho tiempo oprimidos por los godos, ellos [los latinos] deberían de la misma manera ahora estar dispuestos a socorrer a la Grecia postrada y afligida y liberarla con las armas de las manos de los bárbaros".

Por mediación de Francesco Filelfo, en 1479 Lorenzo de Medici lo invitó a suceder a Ioannis Argyropoulos como director del departamento de Literatura Griega en la Universidad de Florencia, a donde se trasladó ese mismo año, y donde fue nombrado tutor griego de los hijos de Lorenzo de Medici, entre ellos el futuro León X. Para entonces, Chalkokondyles era un prestigioso humanista y promotor de las letras griegas. En Florencia, se incorporó al círculo de humanistas que rodeaba a Lorenzo de Medici, y se ganó la amistad de, entre otros, Poliziano y de Pico della Mirandola, a los que instruyó en griego clásico. Además de enseñar griego y literatura clásica, en Florencia Chalkokondyles estuvo involucrado en la edición y distribución de numerosas obras clásicas. En 1488, durante su estancia en el Studium de Florencia, Chalkokondyles produjo la editio princeps (primera edición impresa) de la Ilíada y de la Odisea de Homero. Esta edición, dedicada a Lorenzo de Medici, es su mayor logro. También ayudó a Marsilio Ficino con su traducción latina de Platón. El destacado erudito clásico alemán Johannes Reuchlin fue uno de sus alumnos en Florencia.
Chalkokondyles se casó en 1484 a la edad de sesenta y un años, y tuvo diez hijos. En 1491 obtuvo el permiso de Lorenzo de Medici para trasladarse a Milán, donde había sido invitado por Ludovico Sforza para tomar posesión de una cátedra de griego en la Universidad de Milán. En Milán produjo la editio princeps de Isócrates (1493) y de la Suda bizantina (1499). También publicó la única obra enteramente suya, un tratado de gramática griega conocido como el ᾿Ερωτήματα (Erotemata) (1494), muy utilizado durante el Renacimiento. Durante este tiempo fue maestro de Gian Giorgio Trissino, a quien transmitió la pasión por el estudio de la lengua griega antigua y el amor por la literatura clásica latina.

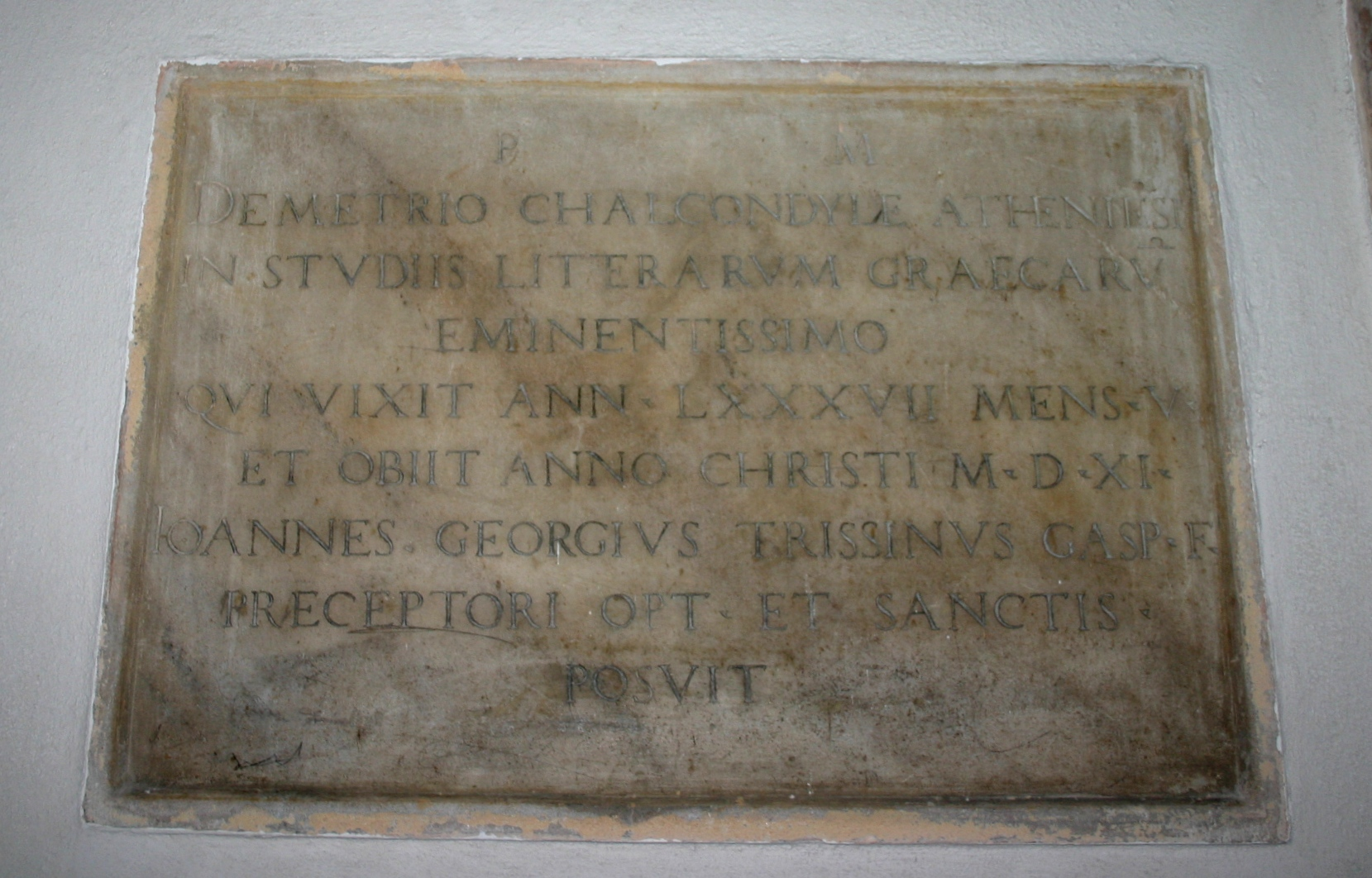
Placa dedicada a Chalkokondyles en su tumba en Milán.

Con la ocupación francesa del Ducado de Milán en 1499, Demetrio se refugió en Ferrara, pensando que su carrera estaba ahora comprometida, pero en marzo de 1501 recibió una invitación de Georges d 'Amboise, legado de Luis XII, para volver a su cátedra milanesa. La última obra de Chalkokondyles data de 1504: dedicada al Arzobispo de París E. Poncher, es una traducción al latín del compendio parcial de las "Historias romanas" de Dión Casio escrito por Juan Xifilino en el siglo XI.
Chalkokondyles falleció en Milán el 9 de enero de 1511. Fue enterrado en la Iglesia de Santa María de la Pasión.
Según Benedicto Giovio, Poliziano habría criticado a Chalkokondyles como «aridus atque ieiunus» (árido y ayuno) mientras que Erasmo de Rotterdam lo elogió como "probus" y "eruditus" pero de una "mediocritas" intelectual fundamental. En cambio, Trissino lo tuvo en tal estima que a la muerte de su maestro le dedicó una placa conmemorativa aún existente en Santa Maria della Passione.